# Маяк Калабуррас
Маяк Калабу́ррас (исп. Faro de Calaburras) — первый авиационный и морской маяк в Испании, был принят в эксплуатацию в 1863 году. Имеет высоту 25 м. Расположен на одноимённом мысе на побережье Коста-дель-Соль в андалусской провинции Малага на территории муниципалитета Михас между Фуэнхиролой и Ла-Кала-де-Михас. Является главным маяком провинции, в его здании также сосредоточено управление всеми маяками провинции. Используется в морской навигации в направлении Гибралтарского пролива. Мерцание маяка производится с частотой в 20 секунд. Виден с расстояния в 18 морских миль.